# Most Saratowski
Most Saratowski (ros: Саратовский мост) - most w Saratowie, w Rosji, nad Wołgą. Był najdłuższym mostem w Związku Radzieckim po jego otwarciu w 1965. Jego długość wynosi 2825,8 m. Łączy Saratów na prawym (zachodnim) brzegu Wołgi, z Engels na lewym (wschodnim) brzegu.
Od 2008 w miejscowości Pristannoje, 14 km w górę rzeki od Mostu Saratowskiego powstawał nowy most, którego budowa została ukończona 16 października 2009 roku. Jego całkowita długość wynosi obecnie 12760 metrów.